# Shot Through the Heart
Shot Through the Heart (en castellano: Disparo al corazón) es el tercer álbum de la cantante estadounidense Jennifer Warnes lanzado en 1979 con la discográfica Arista Records. La canción "I Know a Heartche When I See One" llegó a un gran puesto del Top 40 destacándose en un sencillo mejor logrado. El álbum llegó al puesto n.º 13 en el Billboard Albums Chart. Uno de los álbumes más reconocidos que tuvo en aquella época.
Las otras dos canciones "Don't Make Me Over" y "When the Feeling Comes Around" fueron éxitos más importantes que superaron la lista del Billboard Country Singles Chart.

## Lista de canciones
1. "Shot Through the Heart" (Jennifer Warnes) – 4:18
2. "I Know a Heartache When I See One" (Kerry Chater, Charlie Black) – 3:30
3. "Don't Make Me Over" (Burt Bacharach, Hal David) – 4:22
4. "You Remember Me" (Jesse Winchester) – 4:41
5. "Sign on the Window" (Bob Dylan) – 2:46
6. "I'm Restless" (Warnes) – 4:16
7. "Tell Me Just One More Time" (Leo Sayer, Tom Snow) – 2:39
8. "When the Feeling Comes Around" (Rick Cunha) – 3:17
9. "Frankie in the Rain" (Warnes) – 2:49
10. "Hard Times Come Again No More" (Stephen Foster) – 3:34

- Datos: Q7502400